# Sphaerotrochalus bohmi
Sphaerotrochalus bohmi is een keversoort uit de familie bladsprietkevers (Scarabaeidae). De wetenschappelijke naam van de soort is voor het eerst geldig gepubliceerd in 1888 door Quedenfeldt.